# Евмений (Хорольский)
Архиепископ Евмений (в миру Евгений Николаевич Хорольский; 13 (25) декабря 1886, село Богорождественское, Ананьевский уезд, Херсонская губерния — 25 августа 1967, Житомир) — епископ Русской православной церкви, архиепископ Житомирский и Овручский.

## Биография
Окончил церковно-приходскую школу. По окончании Демидовской учительской школы поступил послушником в Свято-Троицкий монастырь в Киеве.
С 1907 года отбывал воинскую повинность.
В 1912 году был личным секретарём епископа Саратовского Дионисия.
В 1918 году поступил в Киево-Михайловский монастырь, где в 1919 году принял монашество и был рукоположён во иеродиакона.
В 1923 году он перешёл в Киево-Печерскую Лавру, откуда в 1924 году получил назначение на лаврское подворье в Ленинград.
Арестован в ночь с 22 на 23 августа 1930 года.
В 1946 году — член Духовного Собора и эконом Киево-Печерской Лавры в сане архидиакона.
В марте 1950 года был рукоположён во иеромонаха и определён благочинным Лавры.
14 января 1954 года возведён в сан архимандрита.
9 февраля 1954 года постановлением Священного Синода назначен епископом Черновицким и Буковинским.
28 февраля 1954 года хиротонисан во епископа Черновицкого и Буковинского. Хиротония состоялась в Киеве. Чин хиротонии совершали: митрополит Киевский и Галицкий Иоанн (Соколов) и епископы: Черниговский и Нежинский Арсений (Крылов), Винницкий Андрей (Сухенко) и Уманский Нестор (Тугай).
9 декабря 1958 года возведён в сан архиепископа и назначен архиепископом Житомирским и Овручским.
11 мая 1963 года награждён правом ношения креста на клобуке.
Скончался 25 августа 1967 года в Житомире. Похоронен на русском кладбище в Житомире, за алтарём церкви.
12 мая 2021 года Священный Синод Украинской Православной Церкви благословил местное почитание в пределах Житомирской епархии архиепископа Евмения (Хорольского) как святителя и установил день его памяти 25 августа по новому стилю. 25 августа 2021 года, в праздник Собора Житомирских святых, митрополит Киевский и всея Украины Онуфрий (Березовский) совершил литургию в Спасо-Преображенском кафедральном соборе города Житомира. После малого входа состоялся чин прославления святителя Евмения (Хорольского). Над мощами была совершена последняя заупокойная лития. Было оглашено решение Синода Украинской Православной Церкви об установлении почитания святителя Евмения и прочитано его житие, пропеты тропарь, кондак и величание.